# Рашова (Опольський повіт)
Рашова (пол. Raszowa, нім. Raschau) — село в Польщі, у гміні Тарнув-Опольський Опольського повіту Опольського воєводства.
Населення — 788 осіб (2011).
У 1975-1998 роках село належало до Опольського воєводства.

## Демографія
Демографічна структура станом на 31 березня 2011 року:
|          | Загалом | Допрацездатний вік | Працездатний вік | Постпрацездатний вік |
| -------- | ------- | ------------------ | ---------------- | -------------------- |
| Чоловіки | 377     | 63                 | 272              | 42                   |
| Жінки    | 411     | 79                 | 247              | 85                   |
| Разом    | 788     | 142                | 519              | 127                  |